# Jyllinge
Jyllinge anhörenⓘ ist mit 10801 Einwohnern (1. Januar 2025) die zweitgrößte Stadt der Roskilde Kommune auf der dänischen Insel Sjælland. Jyllinge befindet sich  im Jyllinge Sogn (Luftlinie) etwa 5 km südwestlich von Ølstykke-Stenløse, 10 km südlich von Frederikssund, 12 km nördlich von Roskilde und 31 km nordwestlich der Innenstadt der dänischen Hauptstadt Kopenhagen.

## Geschichte
Im frühen 12. Jahrhundert wurde eine Kirche auf dem Gebiet des heutigen Südteils der Stadt Jyllinge gebaut. Das damalige Dorf wurde erstmals im Jahr 1171 unter dem Ortsnamen Juleghe erwähnt. Der Ortsname änderte sich jedoch mehrmals. In einem Register von 1682 steht der bis heute bestehende Ortsname Jyllinge. In dem Register ist aufgeführt, dass Jyllinge zu dem Zeitpunkt aus 20 Bauernhöfen, 2 Wohnhäusern und einem 75 Morgen großen Gebiet bestand.
Im 19. Jahrhundert hatte das Dorf eine Schule und eine Wasser- und Windmühle namens Nedre Værebro an dem Fluss Værebro Å mit einer Bäckerei und einer Mälzerei. Die Bevölkerung des Dorfes lebte von der Landwirtschaft und der Fischerei im Roskilde Fjord. 1870 bestand Jyllinge bereits aus 21 Bauernhöfen und 71 weiteren Wohnhäusern, wovon 46 zugehörigen Landbesitz hatten. 1890 wurde eine Brauerei gegründet, 7 Jahre später erhielt Jyllinge ein Gemeindezentrum. Die Fischerei gewann zunehmend an Bedeutung und 1907/08 wurde ein Hafen gebaut, 1909 folgte eine Bootswerft. Mehrere Geschäfte und Handwerksbetriebe siedelten sich zudem entlang der Bygaden (dt. Dorfstraße) an.
Die Herings- und Aalfischerei bestimmte großteils die Wirtschaft des Ortes und 1926 wurde das Unternehmen Jyllinge Fiskeexport gegründet. 1930 hatte Jyllinge 375 Einwohner. Ihren Höhepunkt erreichte die Fischerei 1940, zu der Zeit waren 42 Personen hauptberuflich als Fischer beschäftigt. Durch Überfischung und Verschmutzung des Wassers ging der Aalbestand später jedoch erheblich zurück. 1953 wurde in Jyllinge ein Altersheim erbaut und in den 1960er Jahren entstanden außerhalb des Ortskerns in rasantem Tempo neue Wohngebiete.
1966 bis 1969 wurde der Hafen trotz der zurückgehenden Aalbestände erneuert. 1970 hatte Jyllinge 2013 Einwohner. In den 1970er Jahren setzte sich die Besiedlung der Gebiete jenseits des Ortskerns fort und die Bevölkerung stieg rasant. 1990 war die Bevölkerung von Jyllinge bereits auf 5.462 Einwohner angewachsen, 2006 hatte die Stadt schon über 10.000 Einwohner. 
Ein neues Gewerbegebiet namens Møllehaven, ein Jachthafen, ein Handelszentrum, Sporteinrichtungen, zwei Schulen, mehrere Kindergärten und eine größere Bibliothek säumten von da an das Stadtbild.

## Sehenswürdigkeiten
Im südlichen Siedlungsgebiet liegt die circa 800 Jahre alte Jyllinge Kirke.
Im Zentrum von Jyllinge befindet sich die 2008 eingeweihte Hellig Kors Kirke.
Außerdem liegt in der Stadt das Fjordmuseet (dt. Fjordmuseum), welches sich mit der Fjordfischerei und dem Dorfleben in der Grundsø-Region beschäftigt.
Ein Gedenkstein in Erinnerung an die Gefallenen der Schleswig-Holsteinischen Erhebung 1848–1851 und des Deutsch-Dänischen Krieges 1864 wie auch zur Volksabstimmung in Schleswig 1920 wurde im Jahre 1929 aufgestellt.

### Jyllinge Festival
Seit 2014 findet das Jyllinge Kultur- og Musikfestival jährlich statt. Dieses ist für alle Besucher kostenfrei, es wird durch Sponsoren finanziert.

## Söhne und Töchter der Stadt
- Christine Antorini (* 1965), dänische Politikerin (Socialdemokraterne), ehemalige dänische Ministerin für Kinder und Bildung
- Mikkel Damsgaard (* 2000), dänischer Fußballnationalspieler

### Person mit Bezug zu Jyllinge
- H. A. Brendekilde († 1942 in Jyllinge), dänischer Maler

## Sonstiges
Jyllinge wurde öfter Opfer von Überschwemmungen des Roskilde Fjords, besonders schlimm war es 2013, ausgelöst durch den Sturm Bodil. Vor allem der Stadtteil Nordmark im Norden der Stadt war betroffen. Deshalb kämpften viele Einwohner der Stadt für den Bau eines Deiches, welcher 2021 fertiggestellt wurde.

## Galerie

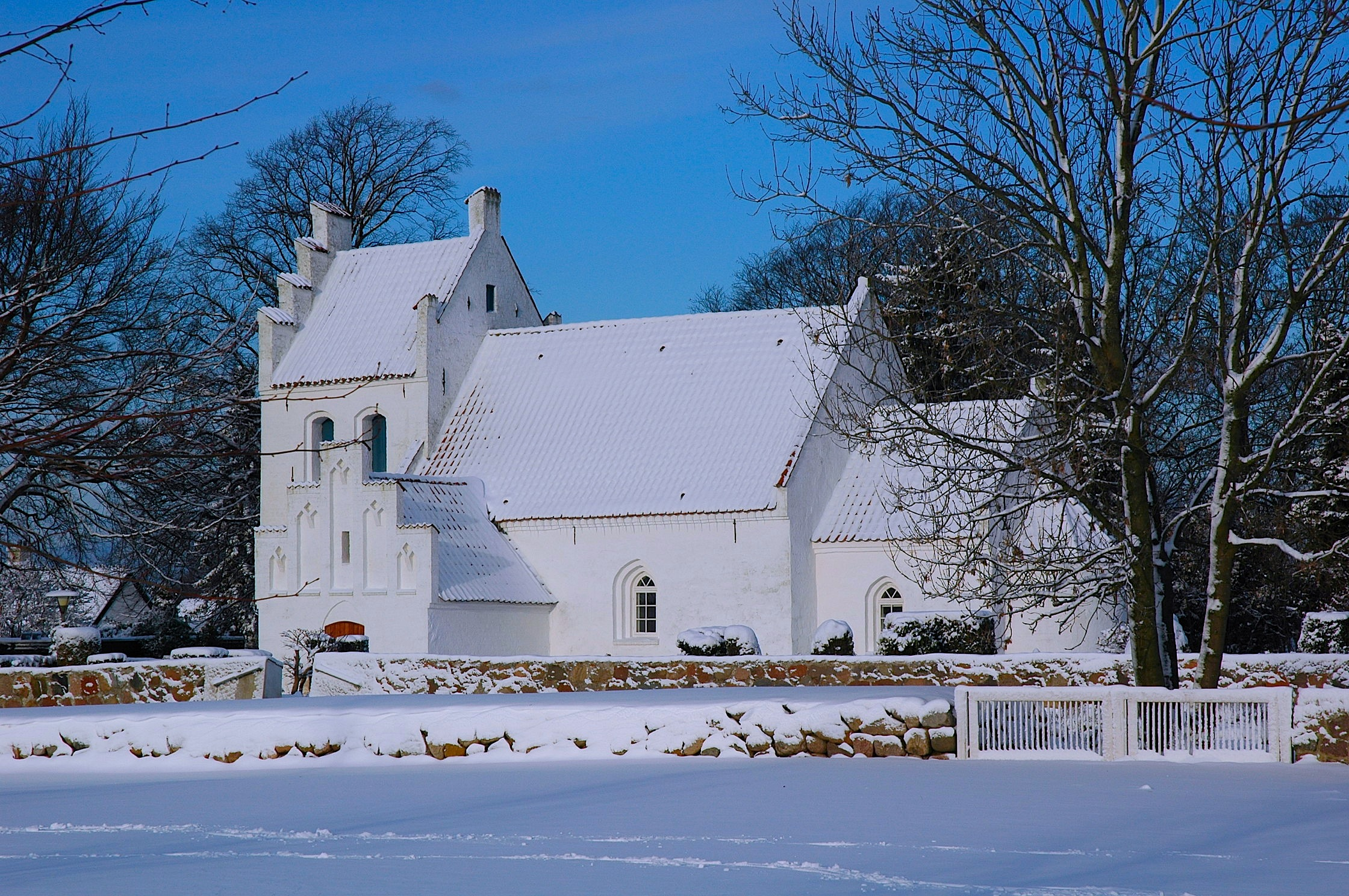
Jyllinge Kirke im Winter 2009
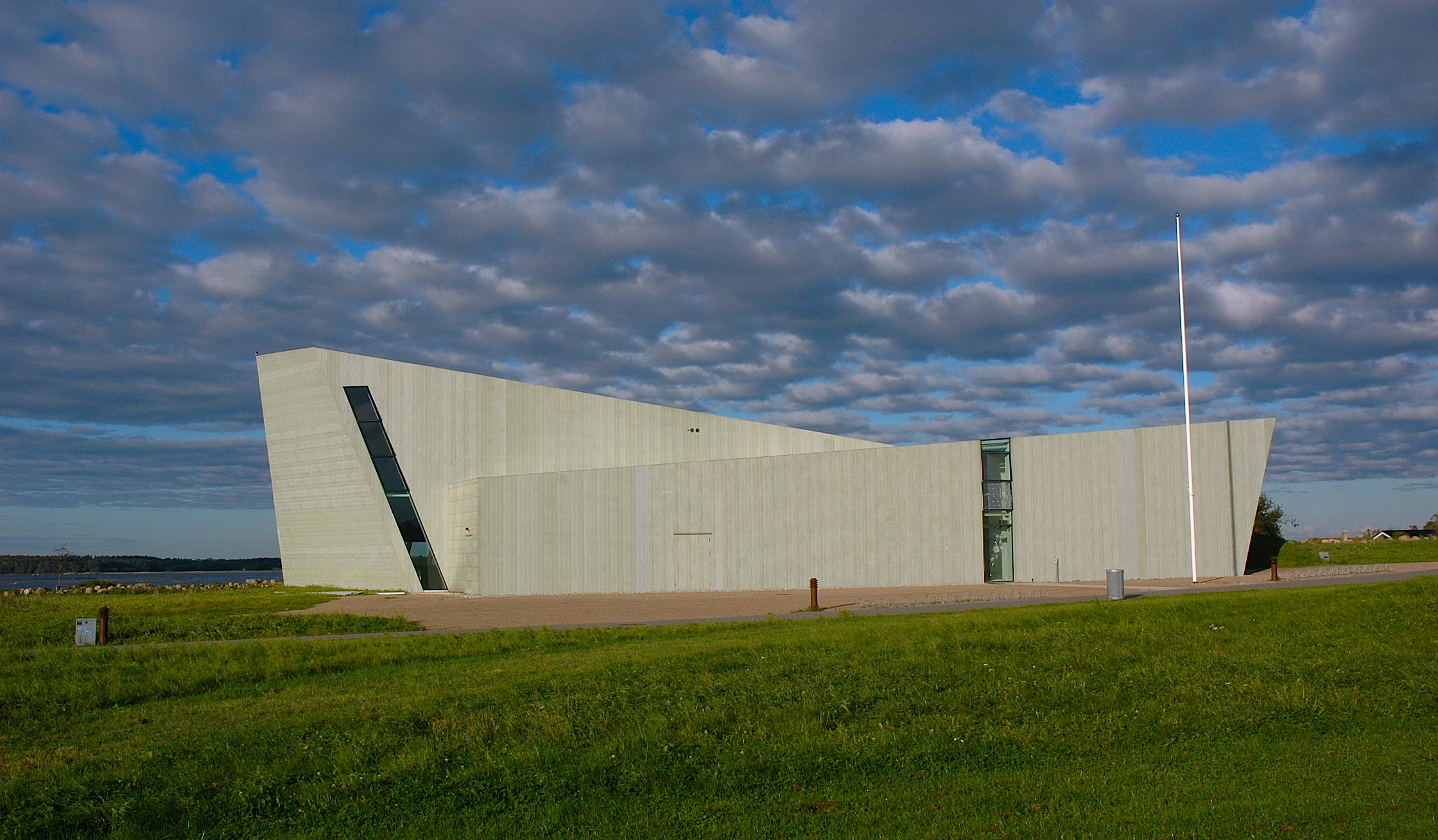
Hellig Kors Kirke
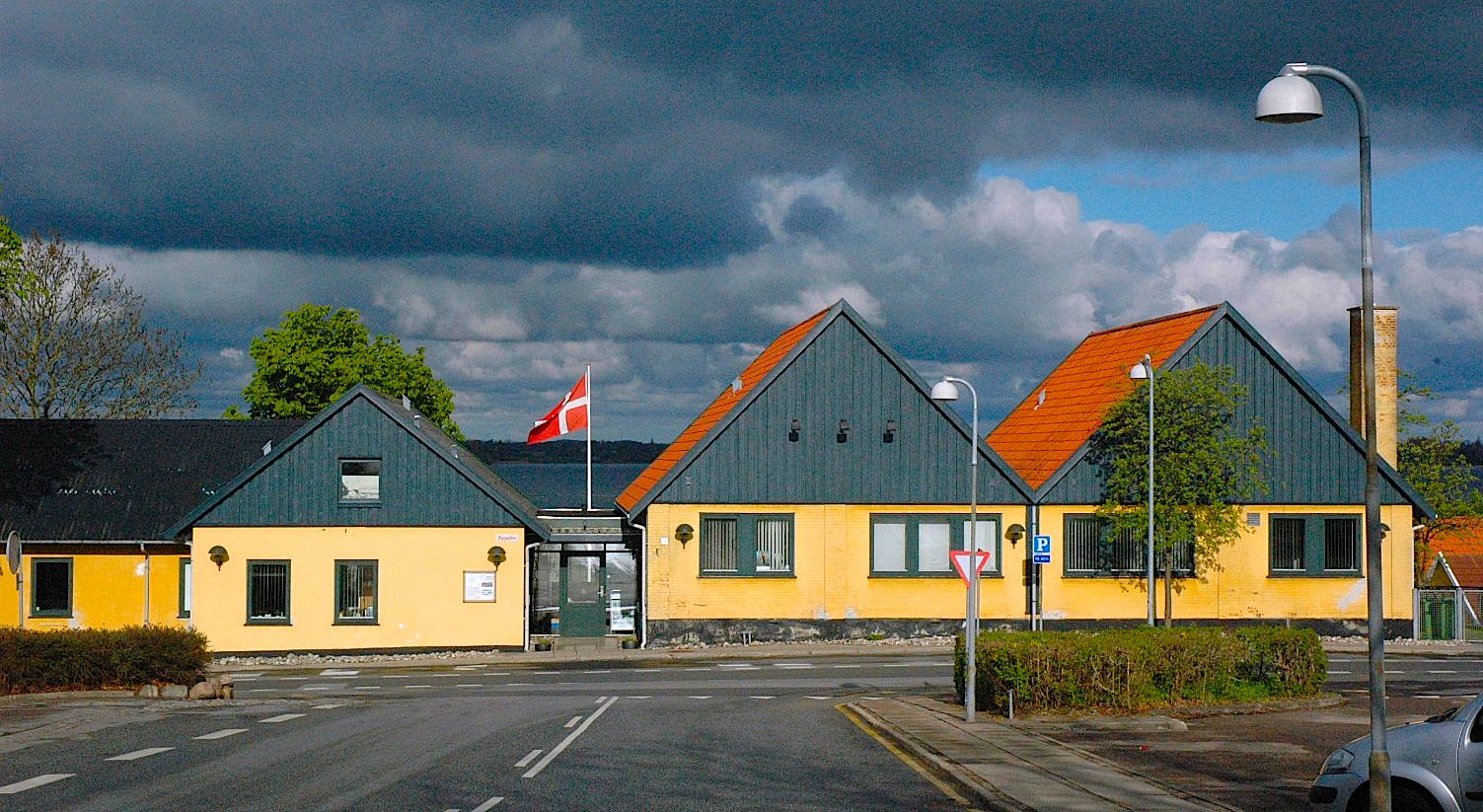
Fjordmuseet
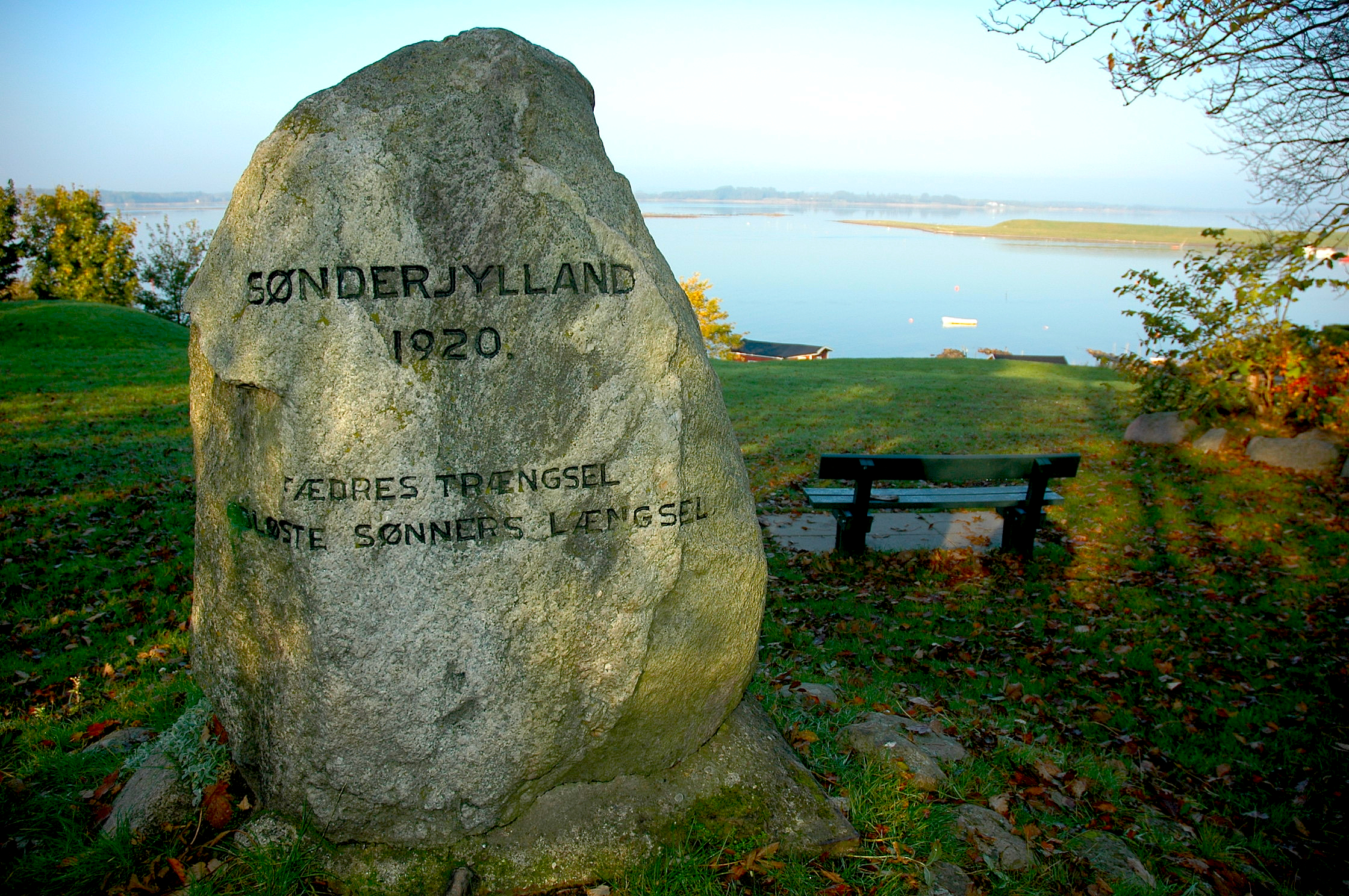
Wiedervereinigungsstein in Jyllinge
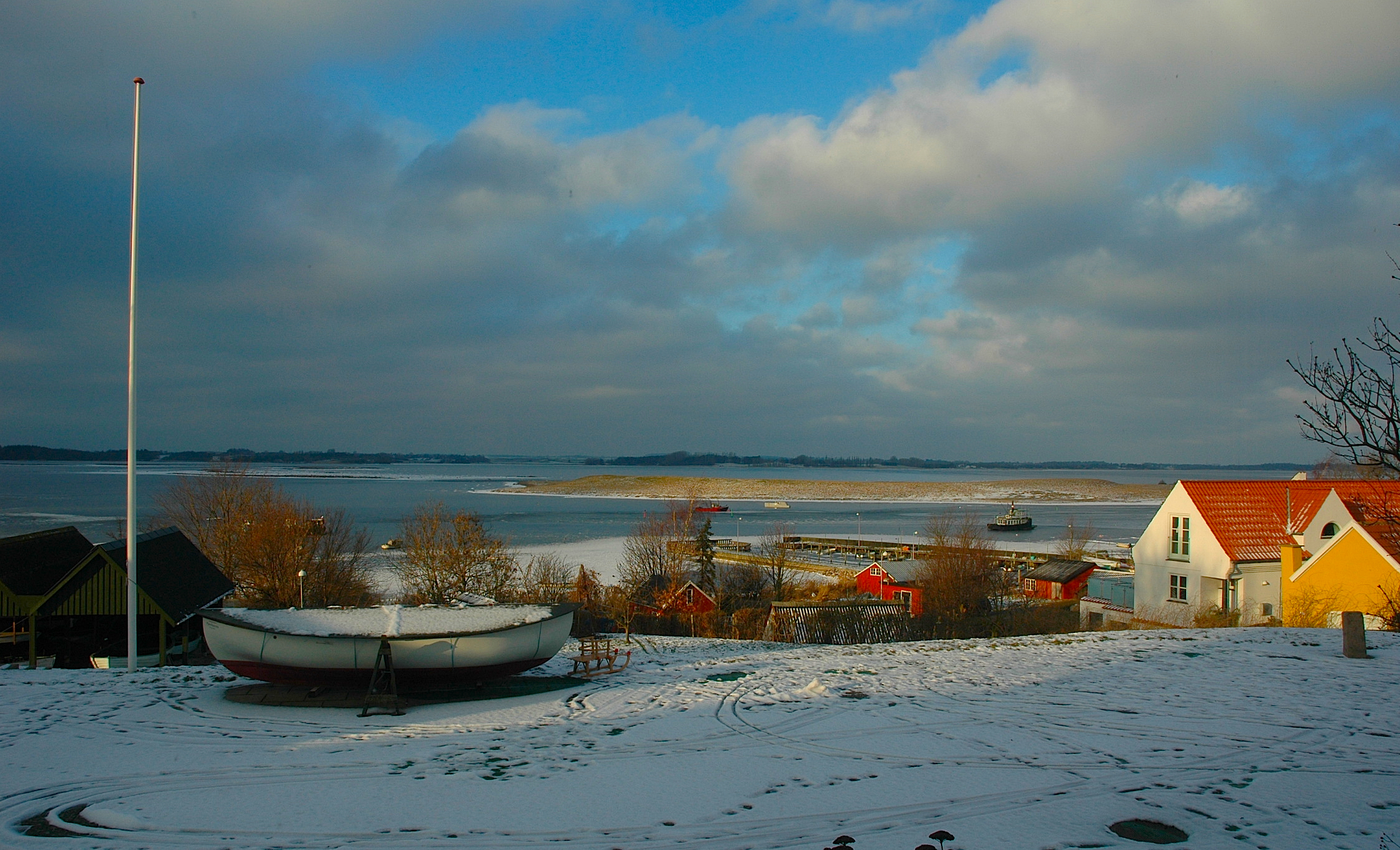
Blick von Jyllinge aus auf den Roskilde Fjord (Januar 2009)
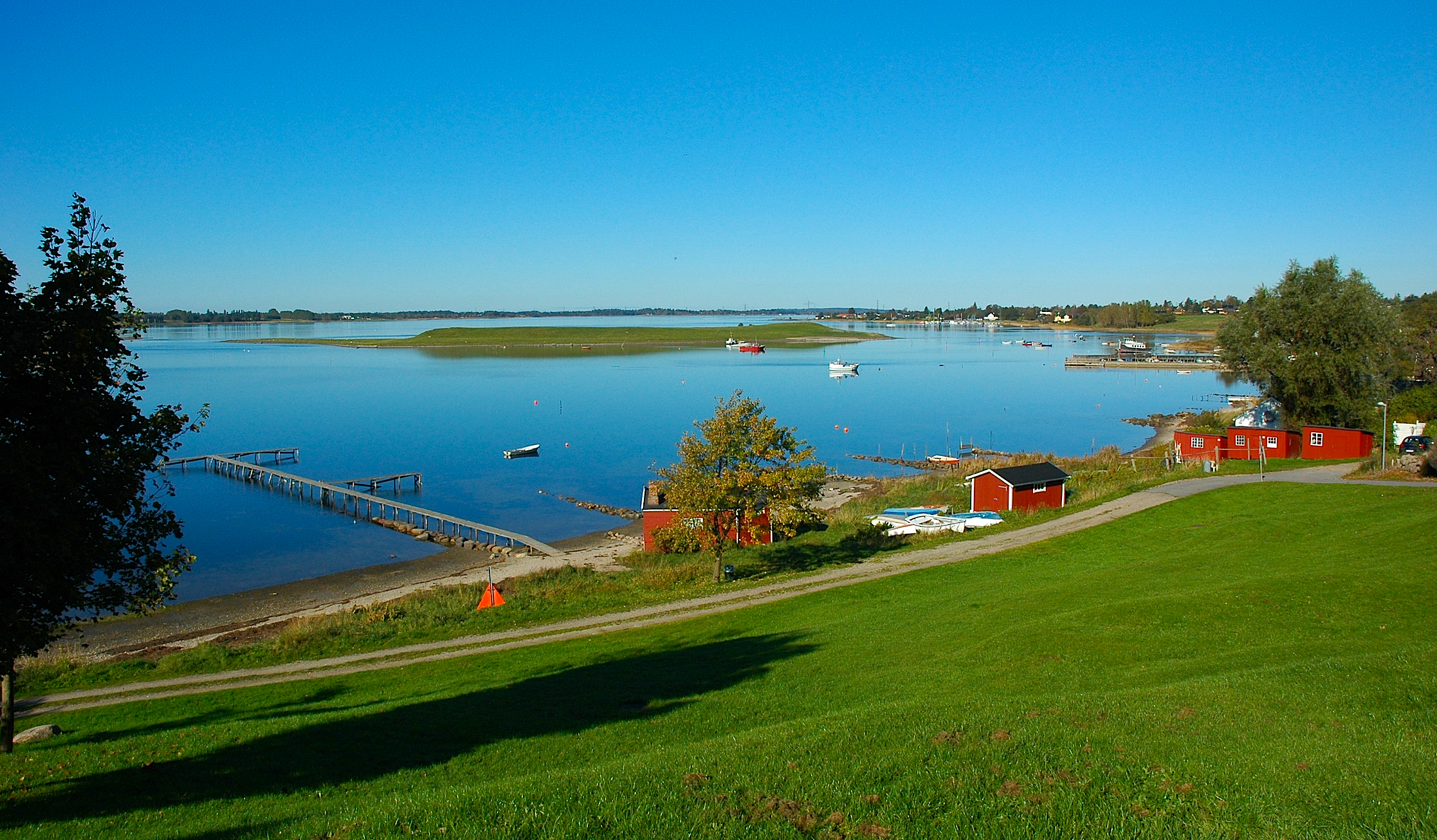
Blick von Jyllinge aus auf den Roskilde Fjord (Oktober 2010)
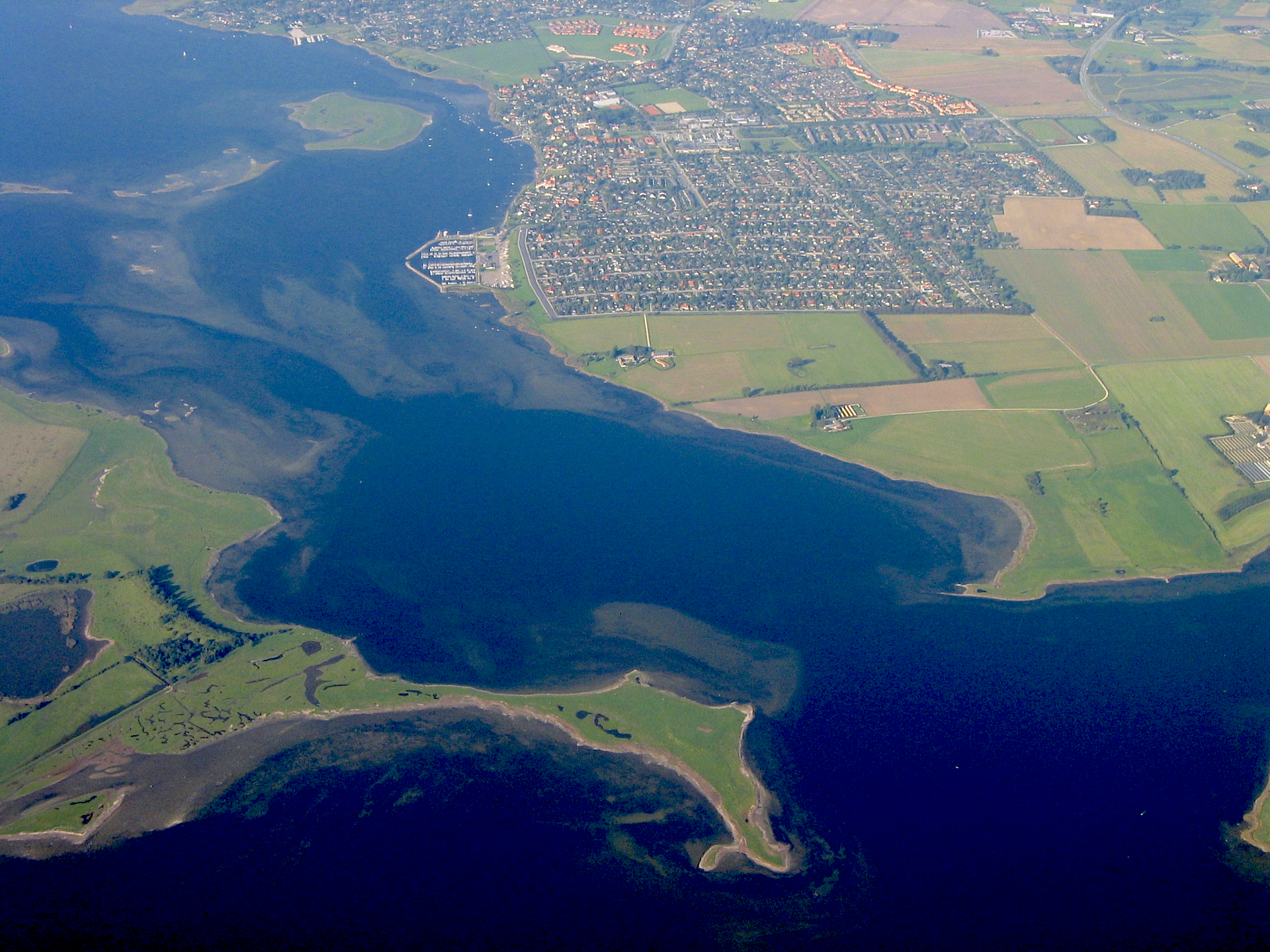
Luftaufnahme von Eskilsø mit dem Südteil von Jyllinge im Hintergrund